# (35901) 1999 JK88
1999 JK88 (asteroide 35901) é um asteroide da cintura principal. Possui uma excentricidade de 0.18588750 e uma inclinação de 9.31853º.
Este asteroide foi descoberto no dia 12 de maio de 1999 por LINEAR em Socorro.